# Onerahi
Onerahi est une localité de bord de mer de la partie nord de la côte au-delà de la ville de Whangarei, située dans l’Île du Nord de la Nouvelle-Zélande.

## Situation
Elle est localisée à 9 km au sud-est du centre de la cité de Whangarei.
C’est la seule banlieue de bord de mer de la cité  et c’est principalement une péninsule s’avançant dans le mouillage de Whangarei Harbour (en), qui se projette dans l’océan Pacifique.
Tout près de la banlieue, dans le mouillage, se trouve l’île de Motu Matakohe (en), que l’on nomme aussi «Limestone Island», qui est maintenant bien aménagée pour y restaurer l’écosystème.

## Population
La population était de 2046 habitants en 2013 lors du recensement de 2013 en Nouvelle-Zélande , en augmentation de 42 résidents par rapport à celui de 2006 .
Toutefois, si Sherwood Rise est inclus dans la population de Onerahi, celle-ci atteint les 5682 résidents, en augmentation de 180 résidents par rapport au recensement de 2001 en Nouvelle-Zélande .

## Caractéristiques
La principale caractéristique de la banlieue est l’existence de l’aéroport de Whangarei (en), localisé sur la large zone de plage plate à l’extrémité sud de la banlieue, où il fut construit avec les matériaux du site de l’ancien Pa (forteresse) Maori situé juste au nord.

## Toponymie
Le terrain pour construire la ville fut acheté par Henry Walton (en) et  William Smellie Graham à l’iwi des Te Tirarau Kukupa (en) au milieu de l’année 1860.
Il fut alors dénommé «Kaiwaka Point», puis renommé en «Grahamtown».
En 1912,Il fut renommé à nouveau «Onerahi » pour éviter un conflit avec la ville de «Grahamstown» située dans la Péninsule de Coromandel .

## Accès
Il y a deux routes concentriques autour du plateau ; la plus haute dominant l’aéroport et la plus basse longeant la ligne de côte .
La banlieue est reliée à la ville de Whangarei via le Onerahi Causeway (en).
De 1911 à 1933, Onerahi était aussi desservie par l’embranchement ferroviaire du chemin de fer de la ligne nord d’Auckland (en) connue sous le nom de branche d’Onerahi (en).
Celui-ci fut construit pour fournir un accès aux quais d’Onerahi, mais quand le cabotage déclina sévèrement dans les années 1930, la ligne de chemin de fer ferma.
Une partie du ballast a été restaurée pour en faire un chemin de randonnée.
L’aéroport de Whangarei (en) fut établi en mai 1939 comme base d’entraînement de la RNZAF.
Il fut plus tard converti pour les usages civils avec des vols commerciaux, qui débutèrent en 1947, et a desservi le district de Whangarei depuis lors .

## Éducation
- L’école de Onerahi Primary School contribue au primaire, allant de l’année 1 à 6 avec un  taux de décile de 4 et un effectif de 455 élèves [7]. L’école fut fondée en 1893[8].

- L’école de Raurimu Avenue School est une école primaire allant de l’année 1 à 8 avec un taux de décile de 2 et un effectif de 86 élèves[9].L’école fut fondée en 1893 .

Les deux écoles sont mixtes.

## Sport
Le ‘ Onerahi Central Cricket Club’ a célébré son 50 e anniversaire en 2006,remis en lumière par une nouvelle victoire du premier match contre le meilleur des sélections des Whangarei Boys' High School (en).